# Eurycoma longifolia
Eurycoma longifolia е вид покритосеменно растение от семейство Simaroubaceae. Среща се на остров Борнео, във Виетнам, Камбоджа, Лаос, Мианмар, Сингапур, Тайланд и Филипините.

## Описание
Достига до височина 12 м, листата са перести, с дължина до 100 см. Цветовете са зеленикаво-бели, зеленикаво-червени или лилави. Широки са 6 мм и образуват от 1 до 5 плода.
Още от древността растението се използва против стареене, за повишаване на енергията, либидото и регулиране на хормоните.